# Kirrberg (Homburg)
Kirrberg (im örtlichen Dialekt Kerbrich) ist ein Stadtteil der saarländischen Kreisstadt Homburg im Saarpfalz-Kreis. Bis Ende 1973 war Kirrberg eine eigenständige Gemeinde im Landkreis Homburg. Heute besitzt sie den Status eines Gemeindebezirks mit eigenem Ortsvorsteher und Ortsräten, die allerdings den Stadtrat nur beratend unterstützen.

## Lage
Kirrberg liegt am östlichen Rand des Saarlands an der Grenze zu Rheinland-Pfalz. Nach der naturräumlichen Gliederung gehört der Ort zur Sickinger Stufe, dem nördlichen Teil des Zweibrücker Westrichs. Größere Städte in der Umgebung sind neben Homburg (5 Kilometer) noch Zweibrücken (7 Kilometer) sowie Saarbrücken und Kaiserslautern (beide etwa 35 Kilometer). Kirrberg wird von Ost nach West vom Lambsbach durchflossen.

## Geschichte
Bereits in der Steinzeit führte eine Durchzug- und Handelsstraße durch das Lambsbachtal, wie Depotfunde belegen. Die nach Norden gelegenen Erhöhungen zeigen heute noch Spuren von frühkeltischen (1000–800 v. Chr.) Höhenbefestigungen. Die salische Merburg scheint nach dem Streit zwischen Kaiser Barbarossa und Simon von Saarbrücken ihre Bedeutung verloren zu haben, da die wichtige Salzstraße von da an einer anderen Route folgte und nicht mehr durch das Lambsbachtal führte. Noch heute nimmt jedoch die Nordroute der Pfälzer Jakobswege diesen Weg und verläuft von Speyer her kommend durch Kirrberg – wohl auch wegen der Wallfahrtskirche Mariä Himmelfahrt – weiter nach Hornbach.
Kirrberg blieb nach dem Ersten Weltkrieg ebenso wie Bruchhof-Sanddorf beim Deutschen Reich und wechselte 1920 vom Bezirksamt Homburg zum Bezirksamt Zweibrücken. Am 23. April 1949 wurde es dem Saarland angegliedert.
Im Rahmen der saarländischen Gebiets- und Verwaltungsreform wurde am 1. Januar 1974 die bis dahin eigenständige Gemeinde Kirrberg der Kreisstadt Homburg zugeordnet und ist seitdem ein Stadtteil.

## Sehenswürdigkeiten
Als Sehenswürdigkeiten gelten die Überreste der Merburg aus dem 11. Jahrhundert sowie die Wallfahrtskirche Mariä Himmelfahrt, deren Ursprünge bis ins 13. Jahrhundert zurückreichen. Die Kirche wurde erstmals 1290 in einer Urkunde als „Capella in Kirchperch“ urkundlich erwähnt. Es wird vermutet, dass sich davon der heutige Namen von Kirrberg ableitet. Die Urkunde ist heute im Bayerischen Staatsarchiv hinterlegt.
Um Kirrberg gibt es ein breites Angebot an Wandermöglichkeiten wie beispielsweise den Kirrberger Rundwanderweg mit der Merburgruine.

## Musik
Die Pfarrkapelle Kirrberg e. V. wurde am 15. Februar 1966 gegründet. Unterstützung in Form von Notenmaterial und Instrumenten erhielt das junge Ensemble von der Kolpingfamilie Homburg, den Musikvereinen Bruchmühlbach und Hauptstuhl. Markus Schanne, selbst langjähriger Musiker in Bruchmühlbach, begann umgehend im Kultursaal der Gemeinde mit den ersten Proben.
Erste finanzielle Hilfen von Seiten der Gemeinde, des Landrates und dem Ministerpräsidenten ermöglichten einen Grundstock für das Orchester, der seitdem durch stetige regionale als auch überregionale Auftritte ausgebaut wird. Seit 2021 wird die Pfarrkapelle Kirrberg von Vincent Meyer, dem jüngsten Vorstandsvorsitzenden der Vereinsgeschichte, geführt.

## Sport
Der SV Kirrberg wurde 1945 von Max Sonntag, Fritz Bach und Otto Hemmer unter dem Namen Turn- und Sportverein 06 gegründet. Da die Militärregierung den Namen Turnverein verbot, nahm der Verein seinen heutigen Namen SV Kirrberg an. Fritz Bach wurde 1946 zum ersten Vorsitzenden des SV Kirrberg gekürt.
Im Jahr 1955 wurde der Sportpark Lerchenhübel für rund 3.500.000 Frs (französische Franken) auf dem Lerchenhübel erbaut. Im Jahr 1958 wurde die erste Silberne Ehrennadel an Erich Didion verliehen. Vier Jahre später begann der SV Kirrberg mit dem Bau des Sportheimes. 1995 gab es ein Fest am 2. und 3. September 1995 anlässlich des 50-jährigen Bestehens. 1996 wurde der heutige Sportpark Lerchenhübel erneuert.

## Persönlichkeiten
- Joseph Maria Ruthig (1874–1958), Minoritenpater, Feldgeistlicher in der Türkei, 1923–1929 Provinzial (Oberhaupt) des süddeutschen Ordenszweiges der Franziskaner-Minoriten
- Anton Gapp (1766–1833), französischer katholischer Priester und Ordensgründer in Homburg, 1811–1821 Pfarrer von Kirrberg
- Michael Pfreundschuh (1949–2018), Onkologe, Hämatologe, Träger des Bundesverdienstkreuzes; lebte zuletzt und starb in Kirrberg
- Thomas Schmitt (* 1979), Creative Producer, Podcaster und vierfacher Grimmepreisträger; wuchs in Kirrberg auf

## Galerie

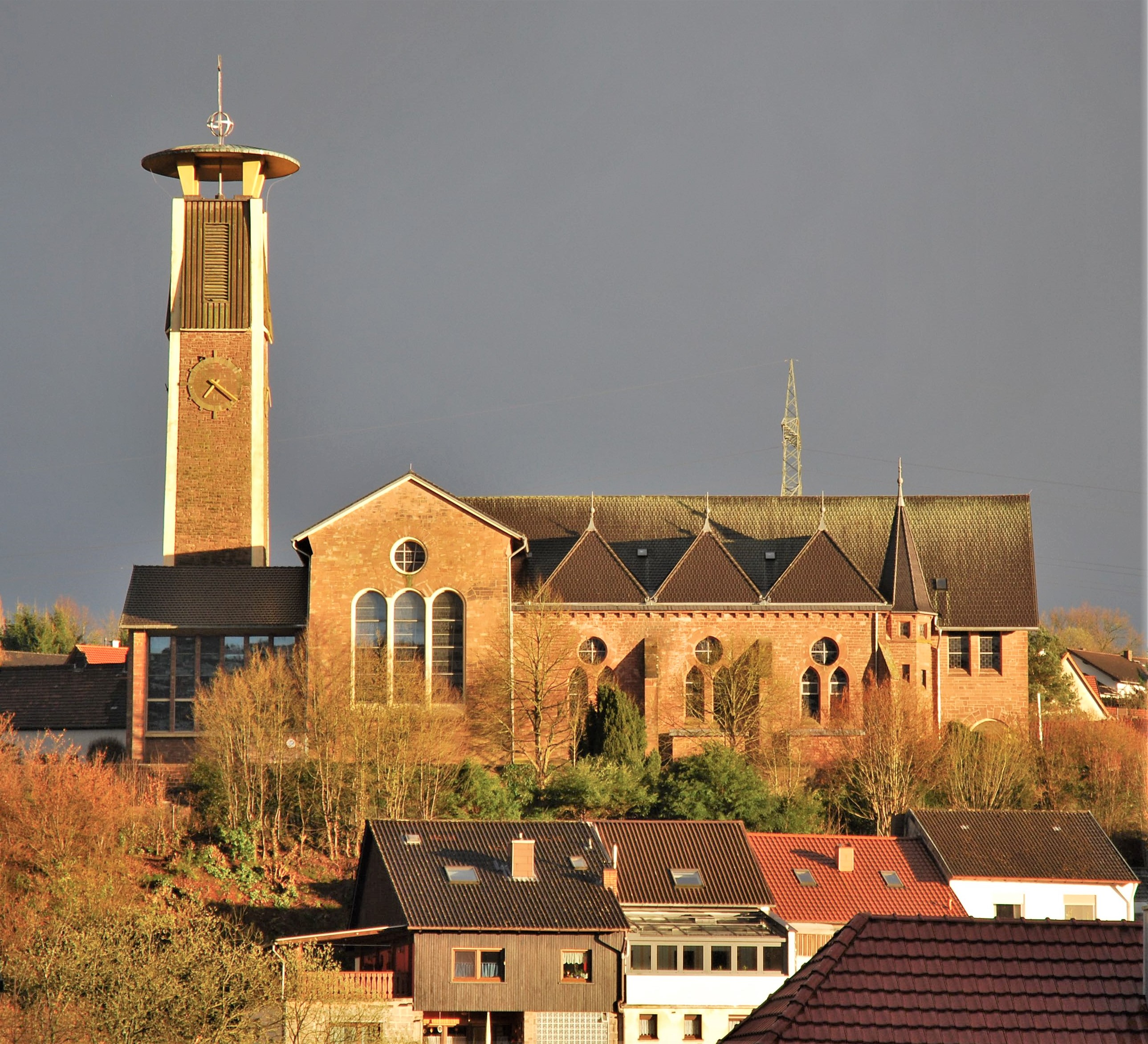
Wallfahrtskirche Mariä Himmelfahrt in der Abendsonne
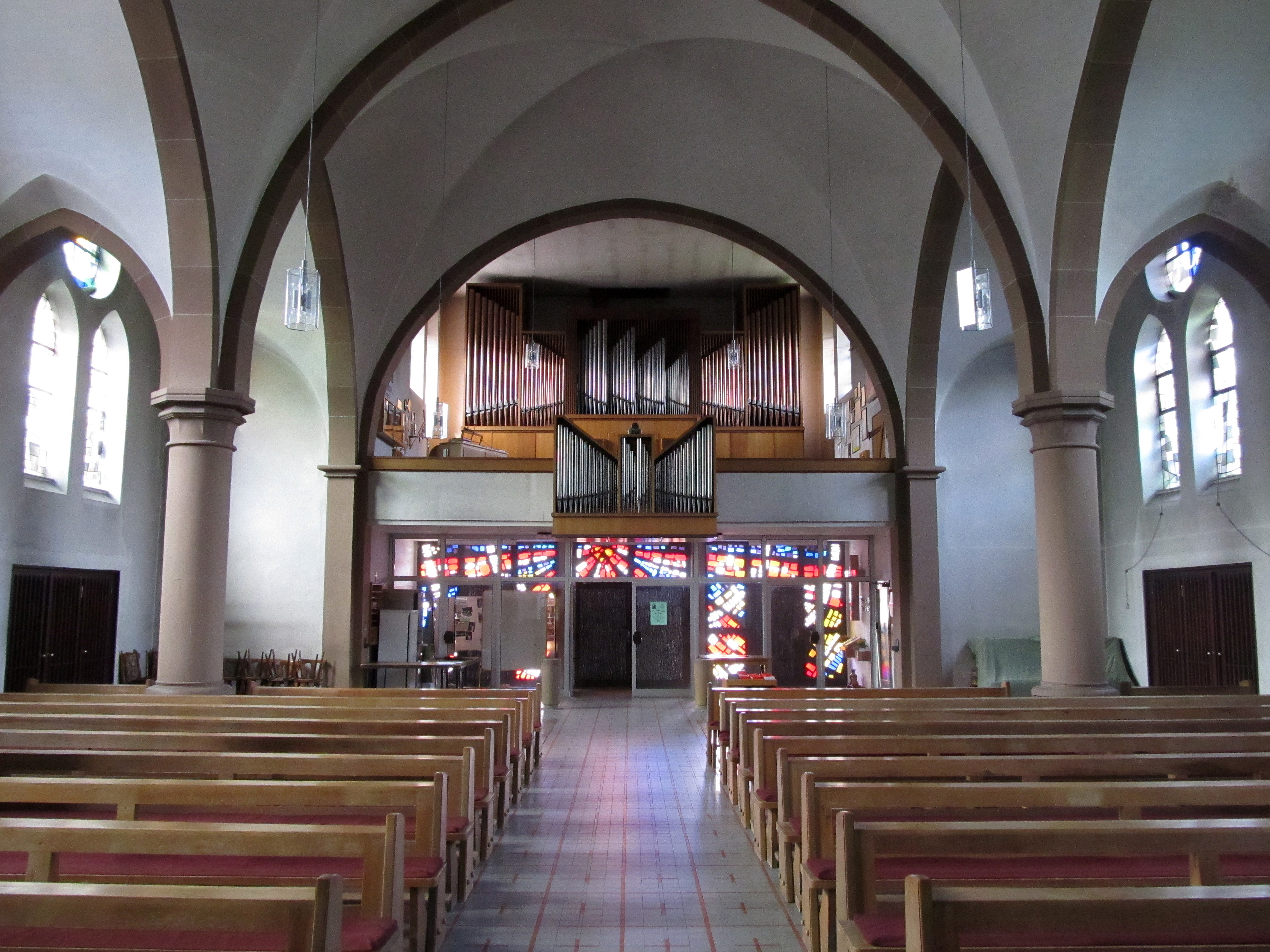
Das Innere der Wallfahrtskirche Mariä Himmelfahrt
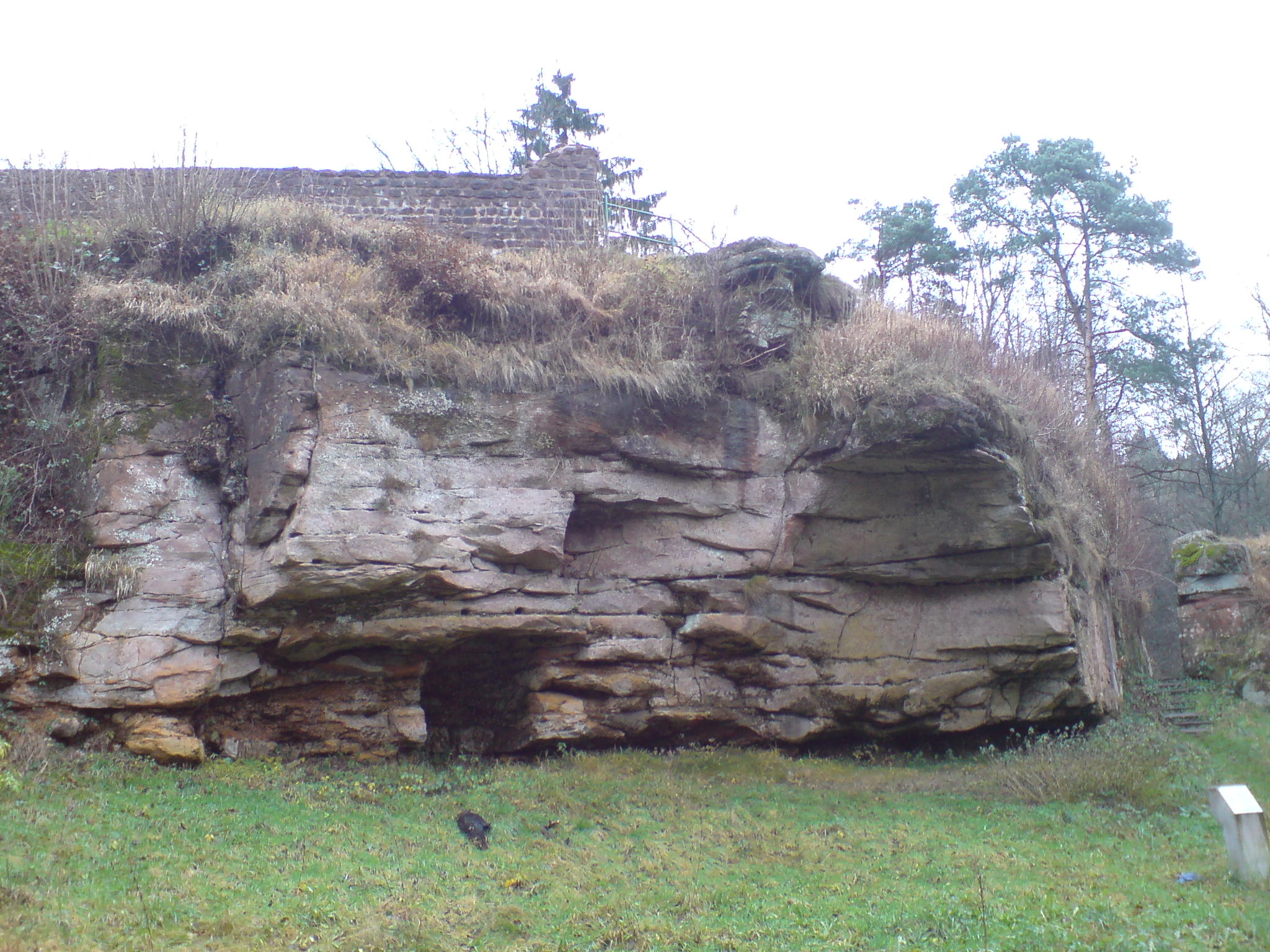
Der Malafelsen mit der Merburg
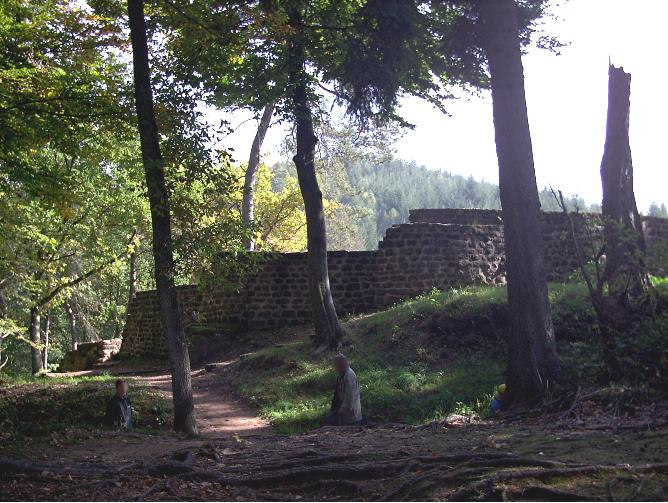
Ruine Merburg
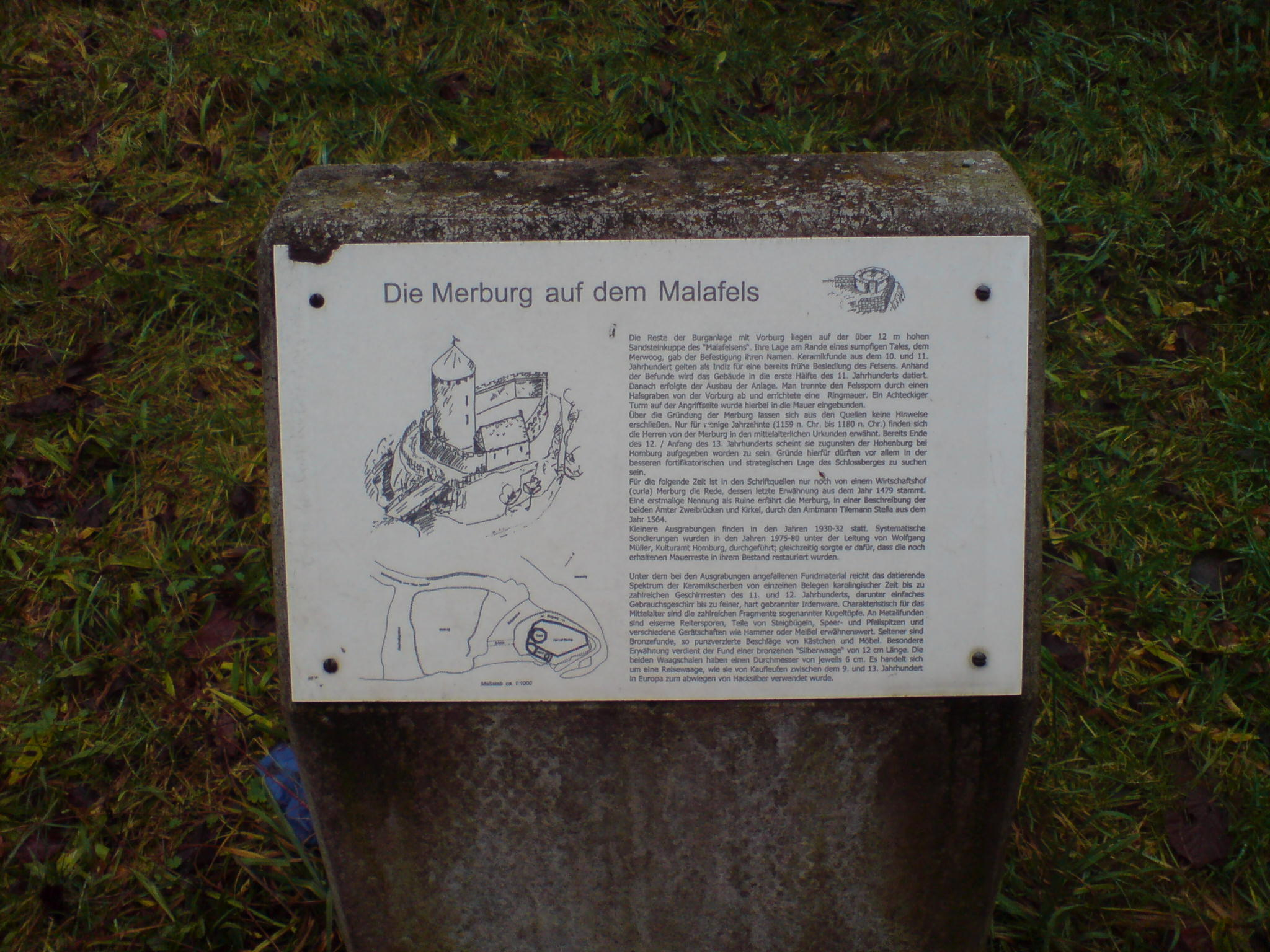
Hinweistafel an der Merburg
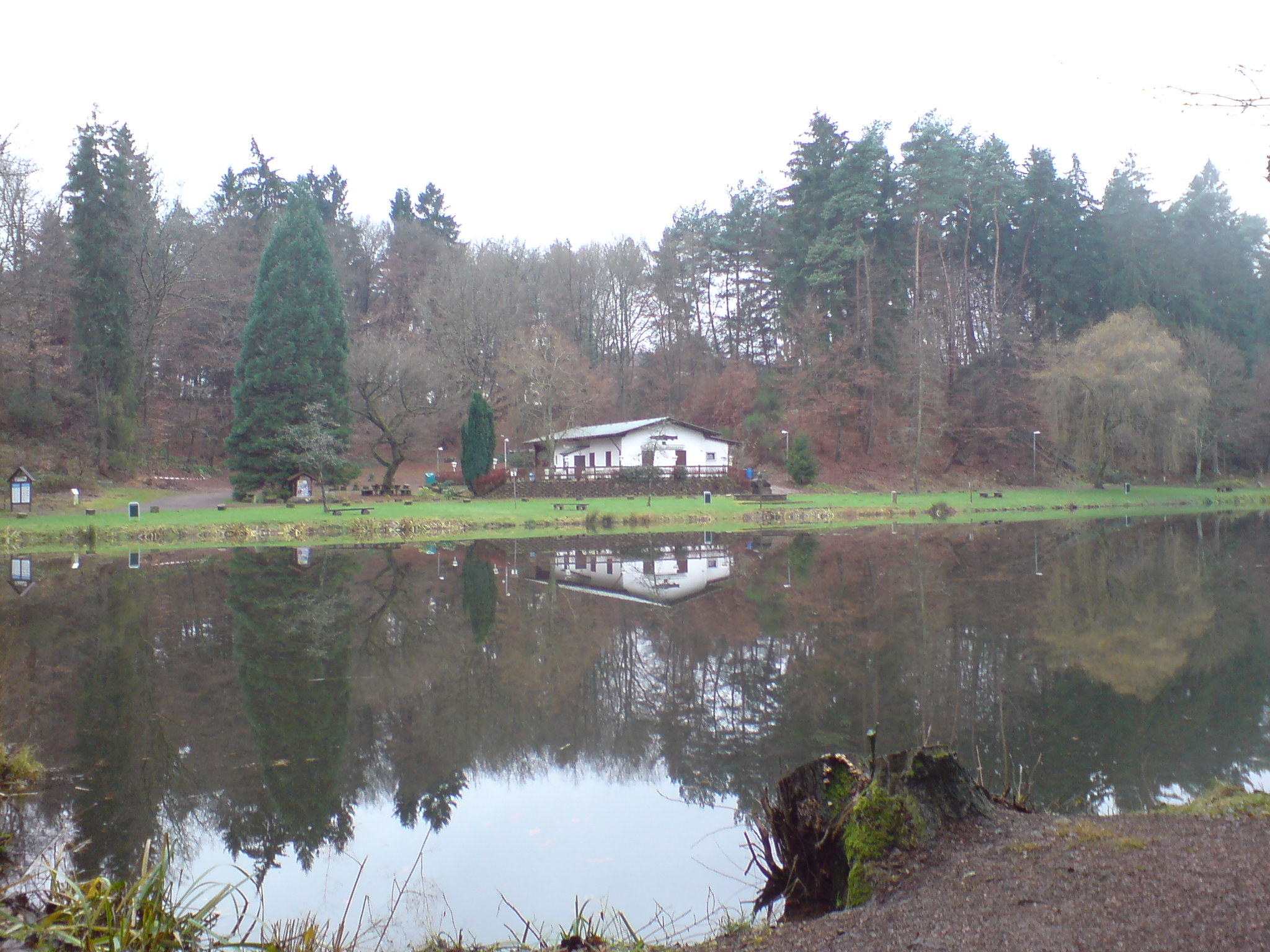
Die Fischerhütte am Fischweiher